# White label
White label (укр. Біла етикетка, вайт лейбл) — концепція, що передбачає виробництво продуктів або послуг однією компанією під брендом іншої компанії, так ніби це виготовила компанія-власник бренду.

## Історія
Назва white label походить з часів виробництва вінілових платівок, які випускалися з білим (чистим) лейблом, на який потім можна було нанести зображенням бренду компанії-продавця. Дуже часто рекламні копії платівок розсилалися діджеям на радіо і в нічні клуби до офіційного випуску платівок в білих упаковках, щоб розпалити суспільний інтерес і точніше визначити обсяги майбутнього виробництва. Дизайн упаковки розроблявся перед випуском пластинок в масове виробництво після визначення настроїв слухачів. Іноді цей термін застосовувався до платівок, упаковка з яких зривалася або покривалася білою етикеткою, щоб конкуруючі між собою діджеї не знали, які записи вони використовують.
В інтернеті партнерська система «White Label» була вперше використана в 2001 році, коли сайт по онлайн продажу мобільних телефонів запропонував іншим компаніям ребрендингову версію свого вебсайту. Компаніям надавалася можливість зареєструватися на сайті, продавати мобільні телефони і отримувати комісію.

## Застосування
Стратегія White Label часто використовується для масового виробництва електроніки, споживчих товарів і пакетів програмного забезпечення.
Деякі вебсайти використовують концепцію White Label для того, щоб успішні бренди могли пропонувати послуги без додаткових інвестицій в створення технологій та інфраструктури.